# Jacob Murillo
Jaco Israel Murillo Moncada (Chambo, Ecuador; 30 de marzo de 1993) es un futbolista ecuatoriano. Juega de Delantero y su equipo actual es Centro Deportivo Olmedo de la Segunda Categoría de Ecuador.

## Trayectoria

### Centro Deportivo Olmedo
Se inició como pelotero en el Olmedo de Riobamba, donde se consagró campeón de la Serie B de Ecuador 2013, consiguiendo el ascenso a la Serie de privilegio del fútbol ecuatoriano.

### Delfín
En el 2017 fichó por el Delfín de Manta, con el cual logró ganar la primera etapa del Campeonato Ecuatoriano de Fútbol Serie A 2017, saliendo subcampeón con el conjunto cetáceo tras perder la final con Emelec,

### Estudiantes de la Plata (Argentina)
obtuvo buenas actuaciones que le sirvieron para que en la siguiente temporada obtuviera su primera experiencia internacional, al ser contratado por Estudiantes de La Plata de Argentina,

### Liga de Quito
sin embargo a mediados de ese mismo año rescindió su contrato con aquel equipo, siendo cedido a  Liga Deportiva Universitaria donde se proclamó campeón de la Copa Ecuador 2018-19 y subcampeón de la Serie A de Ecuador 2019.

### Independiente del Valle
En el 2020 fichó por el
Independiente del Valle. Anotó su primer gol con los rayados el 19 de marzo ante Flamengo de Brasil en el empate 2-2 en el partido de ida por la final de la Recopa Sudamericana 2020, donde su equipo término siendo subcampeón, tras caer derrotado por 3-0 en el partido de vuelta.

### Náutico Capibaribe
El 7 de septiembre de 2021 fue anunciado en el Clube Náutico Capibaribe del Campeonato Brasileño de Serie B.

### Chacaritas
En 2023 regresa a la actividad profesional fichando por Chacaritas de la Serie B de Ecuador.

### Vuelve a Olmedo
Después de una temporada con el Chacaritas vuelve al Olmedo para jugar la Segunda Categoría de Ecuador y lograr volver al fútbol profesional.

## Selección nacional

### Categorías inferiores
Ha sido convocado a la selección de fútbol sub-20 de Ecuador con la cual tuvo una destacada participación en el Sudamericano Sub-20 de 2013.

#### Participaciones en Sudamericanos
| Campeonato                  | Sede      | Resultado   | Partidos | Goles |
| --------------------------- | --------- | ----------- | -------- | ----- |
| Sudamericano Sub-20 de 2013 | Argentina | Sexto lugar | 6        | 0     |

### Selección absoluta
El 25 de septiembre fue convocado por Jorge Célico para jugar los partidos ante Chile y Argentina correspondiente a la última jornada de las eliminatorias a Rusia 2018.

#### Participaciones en eliminatorias
| Eliminatorias      | Sede            | Resultado    | Partidos | Goles |
| ------------------ | --------------- | ------------ | -------- | ----- |
| Eliminatorias 2018 | América del Sur | No clasificó | 1        | 0     |

### Partidos internacionales
Actualizado al último partido jugado el 5 de octubre de 2017.
| \| N.° \| Fecha \| Ciudad \| Rival \| Resultado \| Resultado \| Competencia \| \| --- \| -------------------- \| --------- \| ----------------- \| --------- \| --------- \| ----------------------------------- \| \| 1. \| 26 de julio de 2017 \| Guayaquil \| Trinidad y Tobago \| 3-1 \| Victoria \| Amistoso \| \| 2. \| 5 de octubre de 2017 \| Santiago \| Chile \| 1-3 \| Derrota \| Eliminatorias al Mundial Rusia 2018 \| |                      |           |                   |           |           |                                     |
| N.° | Fecha                | Ciudad    | Rival             | Resultado | Resultado | Competencia                         |
| 1. | 26 de julio de 2017  | Guayaquil | Trinidad y Tobago | 3-1       | Victoria  | Amistoso                            |
| 2. | 5 de octubre de 2017 | Santiago  | Chile             | 1-3       | Derrota   | Eliminatorias al Mundial Rusia 2018 |

### Goles internacionales
| \| N.° \| Fecha \| Lugar \| Rival \| Gol \| Resultado \| Resultado \| Competición \| \| --- \| ------------------- \| ------------------------------------------ \| ----------------- \| --- \| --------- \| --------- \| ----------- \| \| 1. \| 26 de julio de 2017 \| Estadio George Capwell, Guayaquil, Ecuador \| Trinidad y Tobago \| 3–1 \| 3–1 \| Victoria \| Amistoso \| |                     |                                            |                   |     |           |           |             |
| N.° | Fecha               | Lugar                                      | Rival             | Gol | Resultado | Resultado | Competición |
| 1. | 26 de julio de 2017 | Estadio George Capwell, Guayaquil, Ecuador | Trinidad y Tobago | 3–1 | 3–1       | Victoria  | Amistoso    |

## Estadísticas

### Clubes
Actualizado al último partido jugado el 21 de octubre de 2023.
| Club                                   | Div.          | Temporada     | Liga  | Liga  | Copas nacionales | Copas nacionales | Copas internacionales | Copas internacionales | Total | Total |
| Club                                   | Div.          | Temporada     | Part. | Goles | Part.            | Goles            | Part.                 | Goles                 | Part. | Goles |
| -------------------------------------- | ------------- | ------------- | ----- | ----- | ---------------- | ---------------- | --------------------- | --------------------- | ----- | ----- |
| C. D. Olmedo · Ecuador                 | 1.ª           | 2010          | 22    | 1     | —                | —                | —                     | —                     | 22    | 1     |
| C. D. Olmedo · Ecuador                 | 1.ª           | 2011          | 35    | 4     | —                | —                | —                     | —                     | 35    | 4     |
| C. D. Olmedo · Ecuador                 | 1.ª           | 2012          | 35    | 3     | —                | —                | —                     | —                     | 35    | 3     |
| C. D. Olmedo · Ecuador                 | 2.ª           | 2013          | 35    | 7     | —                | —                | —                     | —                     | 35    | 7     |
| C. D. Olmedo · Ecuador                 | 1.ª           | 2014          | 13    | 2     | —                | —                | —                     | —                     | 13    | 2     |
| C. D. Olmedo · Ecuador                 | 2.ª           | 2015          | 32    | 5     | —                | —                | —                     | —                     | 32    | 5     |
| C. D. Olmedo · Ecuador                 | 2.ª           | 2016          | 37    | 16    | —                | —                | —                     | —                     | 37    | 16    |
| Delfín S. C. · Ecuador                 | 1.ª           | 2017          | 43    | 7     | —                | —                | —                     | —                     | 43    | 7     |
| Delfín S. C. · Ecuador                 | Total club    | Total club    | 43    | 7     | 0                | 0                | 0                     | 0                     | 43    | 7     |
| Estudiantes (LP) Argentina             | 1.ª           | 2017-18       | 4     | 0     | 0                | 0                | 0                     | 0                     | 4     | 0     |
| Estudiantes (LP) Argentina             | Total club    | Total club    | 4     | 0     | 0                | 0                | 0                     | 0                     | 4     | 0     |
| Liga Deportiva Universitaria · Ecuador | 1.ª           | 2019          | 14    | 2     | 4                | 1                | 5                     | 0                     | 23    | 3     |
| Liga Deportiva Universitaria · Ecuador | Total club    | Total club    | 14    | 2     | 4                | 1                | 5                     | 0                     | 23    | 3     |
| Independiente del Valle · Ecuador      | 1.ª           | 2020          | 25    | 5     | —                | —                | 9                     | 1                     | 34    | 6     |
| Independiente del Valle · Ecuador      | 1.ª           | 2021          | 12    | 3     | 1                | 0                | 8                     | 1                     | 21    | 4     |
| Independiente del Valle · Ecuador      | Total club    | Total club    | 37    | 8     | 1                | 0                | 17                    | 2                     | 55    | 10    |
| Náutico · Brasil                       | 2.ª           | 2021          | 10    | 1     | 0                | 0                | —                     | —                     | 10    | 1     |
| Náutico · Brasil                       | Total club    | Total club    | 10    | 1     | 0                | 0                | 0                     | 0                     | 10    | 1     |
| Chacaritas · Ecuador                   | 2.ª           | 2023          | 10    | 1     | 0                | 0                | —                     | —                     | 10    | 1     |
| Chacaritas · Ecuador                   | Total club    | Total club    | 10    | 1     | 0                | 0                | 0                     | 0                     | 10    | 1     |
| C. D. Olmedo · Ecuador                 | 3.ª           | 2023          | 2     | 0     | 0                | 0                | —                     | —                     | 2     | 0     |
| C. D. Olmedo · Ecuador                 | Total club    | Total club    | 211   | 38    | 0                | 0                | 0                     | 0                     | 211   | 38    |
| Total carrera                          | Total carrera | Total carrera | 329   | 57    | 5                | 1                | 22                    | 2                     | 356   | 60    |
| 1. 2.                                  |               |               |       |       |                  |                  |                       |                       |       |       |

## Palmarés

### Campeonatos nacionales
| Título             | Club                         | País    | Año     |
| ------------------ | ---------------------------- | ------- | ------- |
| Serie B de Ecuador | C. D. Olmedo                 | Ecuador | 2013    |
| Copa Ecuador       | Liga Deportiva Universitaria | Ecuador | 2018-19 |
| Serie A de Ecuador | Independiente del Valle      | Ecuador | 2021    |